# Osmium
Cet article concerne l'élément chimique, le corps simple et les composés de combinaison. Pour les autres significations, voir Osmium (homonymie).
L'osmium est l'élément chimique de numéro atomique 76, de symbole Os. C'est un métal de transition appartenant au groupe du platine.
Le corps simple est un métal. À l'état solide il est de couleur grise, dense, dur, cassant et réfractaire.

## Découverte
Du grec osme qui signifie « odeur », l'osmium a été découvert en 1803 par Smithson Tennant à Londres, avec l'iridium dans les résidus de la dissolution du platine dans de l'eau régale. Ce premier résidu de fabrication industrielle est principalement de l'osmiure d'iridium, un corps dur inaltéré dans l'attaque du minerai de platine par l'eau régale. Les chimistes français Antoine-François Fourcroy et Louis-Nicolas Vauquelin l'identifient également dans des résidus de platine qu'ils nomment ptène.

## Description
C'est un métal de transition appartenant au groupe du platine. Il est l'élément naturel le plus dense sur Terre. Il est le plus souvent trouvé nativement en alliage avec le platine ou l'iridium. Les alliages d'osmium sont employés notamment dans les pointes de stylo-plume, les contacts électriques et dans d'autres applications où sa dureté et sa résistance extrêmes sont requises.
Ce platinoïde fait partie du sous-groupe de l'osmium ou couple Osmium (lourd) / Ruthénium (léger), et dans un sens plus large du « groupe du fer » ou groupe 8, parfois qualifié de triade du fer.
Il est possible de le purifier par fusion avec au moins une masse 8 fois supérieure de poudre métallique de zinc, l'ensemble étant dans un creuset de charbon des cornues, chauffé à hautes températures. Il s'agit d'un procédé mis au point au laboratoire de chimie par Henri Sainte-Claire Deville et Henri Debray. Plus la température se maintient et augmente progressivement, plus le métal solvant zinc se volatilise avec diverses impuretés volatiles. L'osmiure d'iridium purifié est récupéré pulvérulent, il est alors mis à chauffer au rouge avec trois parties en masse d'oxyde de baryum et une partie de nitrate de baryum sec. La masse pulvérisée chaude est ensuite traitée par l'eau régale à ébullition, l'ensemble est à l'origine placé dans une cornue à col étanche, puis additionné d'ammoniaque, l'essentiel de l'osmium s'évacue du récipient sous forme d'une vapeur condensée d'acide osmique ou de tétraoxyde d'osmium, dont les odeurs fortes et déjà caractéristiques du premier résidu semblent à l'origine de la dénomination. L'évaporation est conduite jusqu'à sec, le résidu est repris avec de l'eau chaude, il se forme une liqueur jaune recelant les autres composés platinoïdes à base d'iridium, et accessoirement de rhodium et de ruthénium.

## Isotopes
L'osmium a sept isotopes naturels, dont cinq sont stables : 187Os, 188Os, 189Os, 190Os et 192Os (le plus abondant). 184Os et 186Os sont radioactifs mais de demi-vies extrêmement longues, et peuvent en pratique être considérés comme stables.

### Datation Re-Os
L'osmium 187 est le fils du rhénium 187 (demi-vie de 41,22 Ga). La mesure des rapports isotopiques 187Os/188Os et 187Re/188Os permet d'appliquer la méthode isochrone de datation.
La datation Re-Os a été utilisée pour dater des terrains anciens ou des météorites. Toutefois, l'application la plus notable a été, en conjonction avec l'iridium, pour analyser la couche de quartz choqué de la limite K-T qui marque l'extinction des dinosaures il y a 66 millions d'années.
Le couple Re-Os a aussi été utilisé par l'équipe de Claude Allègre dans les années 1970 pour dater l'âge de l'agrégation de la Terre à 4,6 milliards d'années.

## Occurrence naturelle
L'osmium est un platinoïde très rare : son clarke est de l'ordre du ppb.

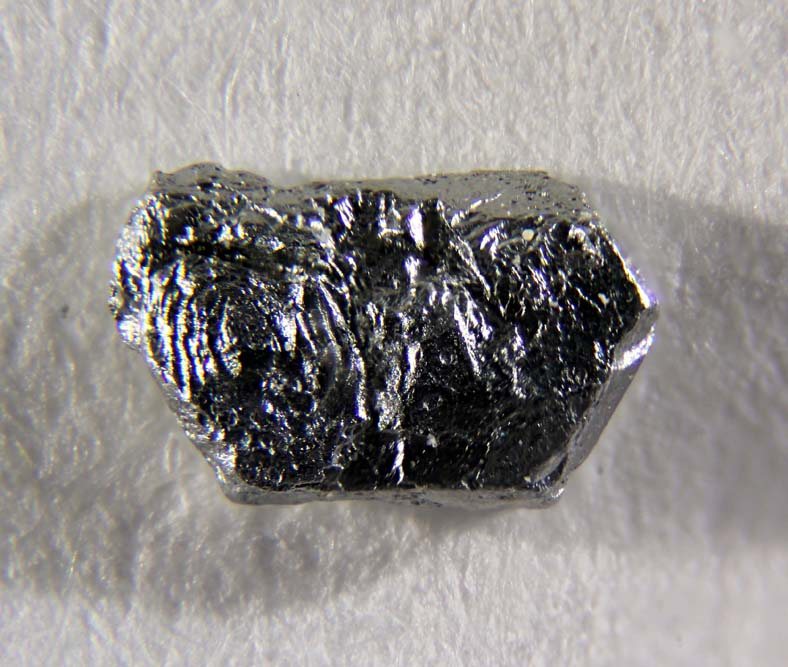
Osmium natif.

L'osmium existe dans la nature à l'état natif, sous la forme d'osmium natif (généralement allié à 10-30 % d'iridium et parfois du ruthénium) et d'osmiridium (un alliage naturel d'iridium et d'osmium dans lequel l'iridium est majoritaire), et dans les sables contenant du platine (dans les rivières de l'Oural en Russie, ainsi qu'en Amérique du Nord et du Sud). On trouve aussi de l'osmium dans les minerais de nickel, mélangé à d'autres métaux du groupe du platine (par exemple à Sudbury dans l'Ontario, au Canada). La quantité de ces métaux trouvée dans ces minerais est faible, mais le grand volume de minerai rend son exploitation économiquement rentable.
L'érosion des sols est une faible source (pour partie naturelle et pour partie anthropique) d'osmium dans l'air.

## Corps simple, chimie de l'élément Os et ses combinaisons
Le corps simple se présente sous la forme d'un métal gris bleuté et brillant, dur et cassant.

### Caractéristiques du corps simple

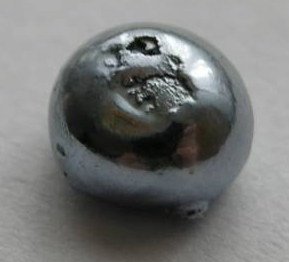
Petite bille d'osmium métallique obtenue après solidification du liquide

L'osmium pur sous sa forme métallique est extrêmement dense, cassant, et d'un gris bleuté brillant, même à haute température, mais se révèle très difficile à produire. La poudre d'osmium est plus facile à obtenir, mais celle-ci forme au contact de l'air du tétroxyde d'osmium OsO4, un agent oxydant puissant et très toxique.
La densité de l'osmium (22,61) en fait le corps simple naturel le plus dense, devançant de peu l'iridium. Il est moins fusible que l'iridium.
Enfin, ce métal a la plus haute température de fusion et la plus faible pression de vapeur des métaux du groupe du platine.

### Chimie et composés typiques de combinaison
Ses états d'oxydation sont le plus souvent +4 et +3, mais les états allant de +1 à +8 ont été observés.
Le tétroxyde d'osmium ou tétraoxyde d'osmium, de formule OsO4, se forme facilement par chauffage à 200 °C sous balayage de gaz oxygène. Il s'agit d'un corps chimique très oxydant, très toxique qui attaque facilement les yeux et le système respiratoire.
Os solide cristal chauffé vers 200 °C et au-delà au rouge vif + 2 O2 gaz purifié ou courant d'air  →  OsO4 gaz à chaud mais liquide volatil très oxydant, anhydride sublimable à température ambiante fraîche, solidifiée en longues aiguilles blanches
La réduction très facile, parfois concomitante ou involontaire par des poussières ou des corps gras, du tétraoxyde d'osmium.
OsO4 gaz ou liquide + C noir de carbone(réducteur modèle)  →  OsO2 gaz à chaud mais solide à température ambiante + CO2 gaz carbonique
Il est possible de réduire plus drastiquement le tétraoxyde d'osmium ou le dioxyde d'osmium par le gaz hydrogène en osmium pulvérulent et métallique. Partons de l'acide osmique, dérivé plus stable du tétraoxyde d'osmium :
H2OsO4 liquide + 4 H2gaz  →  Os métal à l'état pulvérulent + 3 H2Ovapeur d'eau
L'ancien procédé mis au point par Deville et Debray permet l'obtention du métal osmium compact, via le disulfure d'osmium. Il s'agit de porter à ébullition une dissolution d'acide osmique dans l'ammoniaque, puis de précipiter l'acide osmique par le sulfhydrate d'ammoniaque. Le sulfure d'osmium est mis à sécher à l'air libre. Il est ensuite placé dans un creuset en charbon des cornues, mis au four d'abord chauffé lentement puis très fort.
L'osmium est attaqué par le corps simple soufre, ainsi que de nombreux semi-métaux P, As, Sb, Se, Te... Par exemple :
Os solide cristal + Scorps simple soufre  →  OsS2 solide
Notons encore le séléniure d'osmium OsSe2 et le tellurure d'osmium OsTe2.
L'osmium est facilement attaqué par les halogènes à chaud.
Il existe ainsi différents composés fluorés, du trifluorure à l'heptafluorure d'osmium, soient OsF3 à OsF7 (la valence IV à VI étant les plus communes), différents composés chlorés, le trichlorure d'osmium OsCl3 (et ses variantes hydratées), le tétrachlorure d'osmium OsCl4 et le pentafluorure d'osmium OsCl5, et différents bromures d'osmium, OsBr3 et OsBr4, différents iodures OsI, OsI2 et OsI3. Le niveau de valence tend à s'abaisser avec l'accroissement de la polarisabilité de l'ion halogénure et surtout la diminution d'électronégativité de l'halogène.
Il existe différents complexes, par exemple avec le cyclopentadiène, le monoxyde de carbone (osmium carbonyle)...

## Applications
À cause de l'extrême toxicité de son oxyde, l'osmium est rarement utilisé dans son état pur mais sous forme d'alliage avec d'autres métaux. Ceux-ci sont très durs et, avec les autres métaux du groupe du platine, sont employés dans les pointes de stylos plume, les aiguilles de phonographe, les pivots d'instruments et les contacts électriques.
L'alliage de 10 % d'osmium et de 90 % de platine est utilisé pour les implants chirurgicaux comme les stimulateurs cardiaques et les remplacements de valves cardiaques.
Le tétroxyde d'osmium a été utilisé entre autres dans la détection des empreintes digitales. Il sert aussi de catalyseur en chimie organique.

### Coûts
C'est un métal dont le coût varie fortement,, cependant, en 2014, le prix de l'osmium était (sous sa forme pure à 99 %) de 86,4 €/g.
En octobre 2023, le cours de l'Osmium est à 1 300 €/g, et 1 555 €/g en janvier 2025.

### Utilisation commerciale
La marque horlogère Hublot a présenté lors du salon Baselworld en 2014 une montre Fusion Tourbillon Firmament avec un cadran en cristaux d'osmium. La poudre d'osmium est cristallisée sous atmosphère de chlore sous dépôt chimique en phase vapeur afin d'atteindre le point de fusion de 3 033 °C et de modifier sa structure cristallographique. Les cristaux ainsi obtenus  de quelques millimètres au maximum présentent des reflets bleutés et sont inaltérables à l'air. Des pièces de bijouterie sont également disponibles.

## Toxicologie et pollution de l'environnement, écotoxicité, risques
L'osmium sous forme métallique est une matière non toxique pour l'être humain. Cependant, la poudre d'osmium métallique  est pyrophorique et réagit avec l'oxygène à la température ambiante, formant du tétroxyde d'osmium volatil qui lui est  extrêmement toxique. Certains composés de l'osmium sont également convertis en tétroxyde si de l'oxygène est présent. Cela fait du tétroxyde d'osmium la principale source de contact avec l'environnement. Des concentrations dans l'air de 10−7 g/m3 peuvent provoquer des atteintes graves au système respiratoire et des dommages sur la peau et aux yeux.
La présence de l'osmium dans l'environnement augmente à la suite de l'utilisation de minerai en contenant. L'osmium fait partie des déchets à risques ou produits susceptibles de faire l'objet d'un trafic illicite. À titre d'exemple : en août 2000, six trafiquants ont été arrêtées à Istanbul en possession de 64 tubes de verre contenant de l'osmium 187 (utilisé dans le domaine nucléaire). La police a, à cette occasion, démantelé un réseau de trafic de produits radioactifs.
Les structures internes des pots catalytiques sont soumises à une érosion due à la corrosion, aux vibrations et aux chocs thermiques, qui font qu'une part des métaux catalytiques sont peu à peu arrachés de leur support et expulsés avec les gaz d'échappement.
Ces métaux circulent de manière aéroportée, jusque dans les glaces de l'Arctique et dans l'air des grandes villes. Le platine était jusqu'en 1998 plus présent que le rhodium, et sa présence a augmenté plus vite en Allemagne  dans l'air ambiant et dans les poussières que celle du rhodium. Depuis l'apparition des pots catalytiques automobiles en 1988, les analyses ont montré une augmentation régulière des teneurs ambiantes de ces métaux sur 10 ans (de 1988 à 1998).
L'osmium est une impureté faiblement présente dans les platinoïdes catalytiques ; à raison de 600 à 700 ppt pour les pots catalytiques anciens et beaucoup moins probablement pour les nouveaux modèles. Un faible pourcentage de cet osmium est perdu sous forme particulaire (expulsé avec les gaz d'échappement, déposé sur les routes et éventuellement lessivé par les pluies). Une autre partie, probablement de loin la plus importante et la plus préoccupante est perdue sous forme gazeuse. En effet, en laboratoire, la volatilité de l'osmium sous forme de tétroxyde d'osmium OsO4 se montre élevée ; assez pour que près de 95 % de l'osmium des pots catalytiques soit vaporisé et dispersé dans l'air, faisant des automobiles contemporaines (des années 2000-2009) la première source majeure et planétaire de pollution en osmium non radiogénique. Ce sont de 3 picogrammes d'osmium/m2 à 126 picogrammes/m2 (qui peuvent être émis dans de grandes agglomérations telles que New York) qui pourraient ainsi être déposés annuellement, surtout aux abords des réseaux routiers les plus circulants. Ces dépôts sont importants si on les compare par exemple aux 1 pg d'osmium/m2/an déposé via les poussières d'origine naturelle (érosion du sol, volcanisme, météorites...). Cet osmium n'est pas biodégradable, et s'ajoute à celui provenant des rares autres sources anthropiques déjà inventoriées, et on en trouve déjà des quantités significatives dans les eaux et sédiments.
On ignore son temps moyen de vie dans l'air ou l'eau, mais comme c'est une molécule très réactive (hyperoxydant), on suppose que sa forme vapeur (la plus toxique) a une relativement faible durée de vie. On ne connait pas son cycle dans les compartiments vivants des écosystèmes (chaîne alimentaire), mais on mesure déjà une accumulation dans les sédiments. Par exemple, les métaux sédimentés dans le Saanich Inlet, un fjord anoxique de la côte Ouest du Canada, ont été étudiés pour fabriquer la courbe en 1870s/1880s caractérisant certains évènements géotectoniques et climatiques des paléo-océans (du Cénozoïque, et pour partie du Mésozoïque). Les quantités d'osmium y sont faibles, probablement en raison de la faiblesse de l'enrichissement du fjord en osmium marin, mais on s'est aperçu que les couches récentes de sédiments contiennent une faible quantité d'osmium (55-60 ppt dont la composition isotopique ne reflète pas celle de l'océan actuel, mais évoque un apport local en osmium non radiogénique (détritique et/ou dissous). La comparaison qualitative (isotopique) et quantitative de cet osmium avec celui qui est conservé dans les couches stratigraphiques plus anciennes et préanthropiques laisse penser que cet osmium non radiogénique est d'origine humaine, et plus particulièrement automobile, car on trouve aussi dans les sédiments superficiels de ce fjord du plomb tétra-éthyl issu des carburants automobiles (des années 1930 à 1980). La signature isotopique de ce plomb démontre que ce fjord est fortement affecté par les retombées de plomb atmosphérique originaire du parc automobile nord-américain).
L'osmium des catalyseurs passe en phase vapeur aux températures de fonctionnement des pots d'échappement. Une expérience a consisté à chauffer l'élément catalytique d'un pot d'échappement dans un four durant 330 h (délai correspondant à environ un an d'utilisation à raison d'une heure/jour, à 400 °C, soit la température la plus basse pour que le catalyseur fonctionne). À cette température, 75 % à 95 % de l'osmium quitte le substrat catalytique pour passer dans l'air sous forme gazeuse (OsO4). Or la température dans un pot catalytique dépasse souvent 500 °C et peut atteindre 1 100 °C. L'auteur suppose donc qu'en usage normal, près de 100 % de l'osmium présent dans le catalyseur pourrait être perdu dans l'air.
Une étude isotopique récente a montré que cette contamination était déjà largement planétaire pour les neiges et eaux de pluie, mais aussi des eaux marines superficielles par de l'osmium anthropogénique.